# Polylepis australis
Polylepis australis là loài thực vật có hoa trong họ Hoa hồng. Loài này được Bitter miêu tả khoa học đầu tiên năm 1911.

## Hình ảnh

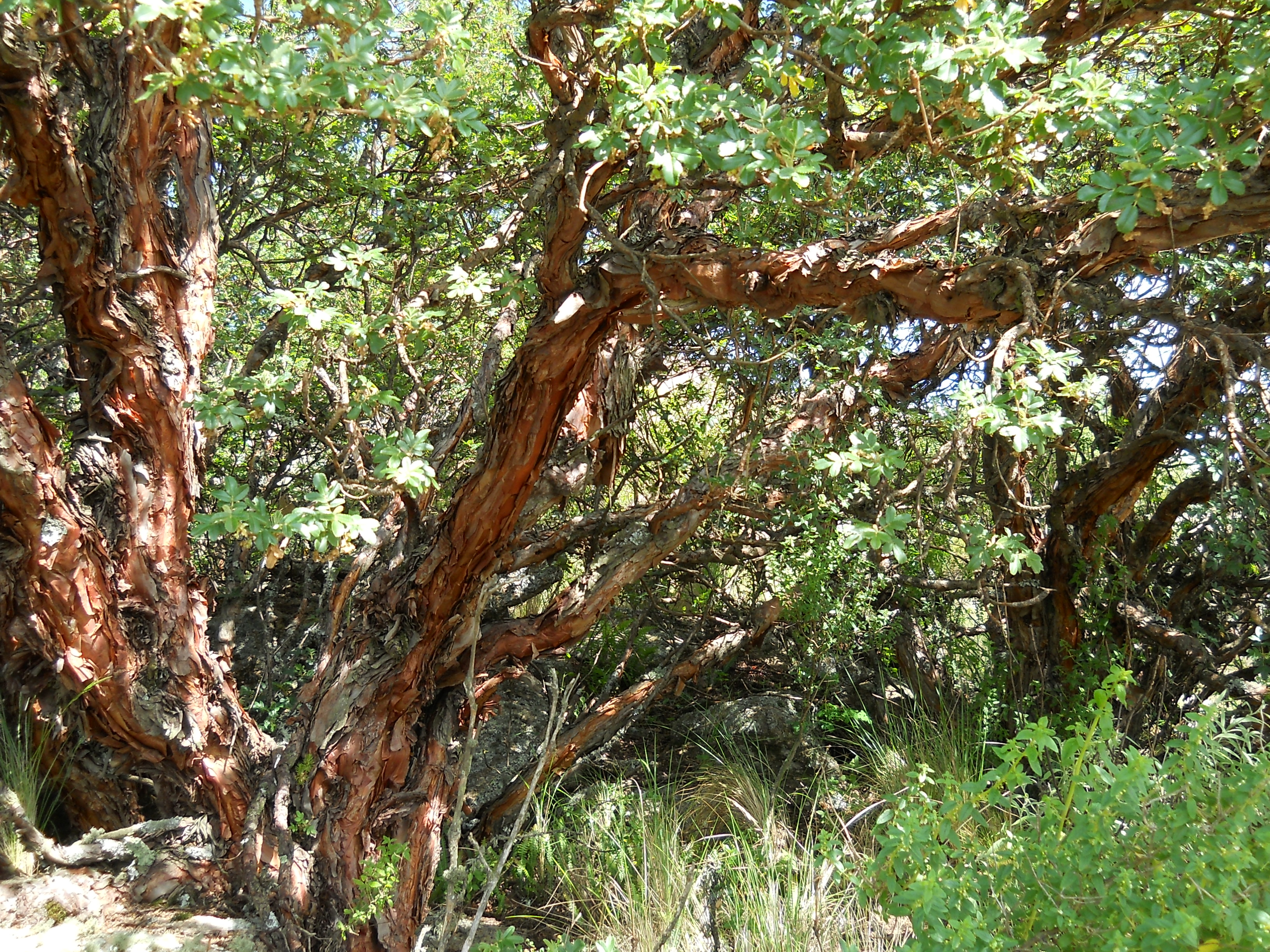